# Pelagia i biały buldog
Pelagia i biały buldog – powieść detektywistyczna autorstwa Borisa Akunina. Pierwsza część serii o siostrze Pelagii.

## Fabuła
Akcja powieści rozgrywa się w XIX-wiecznym Zawołżu. Główną bohaterką jest rudowłosa siostra Pelagia, która lubuje się w rozwiązywaniu zagadek kryminalnych. Odbywa się to za wiedzą i zgodą jej przełożonego, biskupa Mitrofaniusza.
W pierwszej części serii Pelagia zajmuje się sprawą tajemniczej śmierci buldoga generałowej Tatiszczewej, ciotki Mitrofaniusza. Śledztwo prowadzi do nieoczekiwanych rozstrzygnięć, także w innych sprawach.